# Ногин, Михаил Александрович
Михаил Александрович Ноги́н (род. 20 апреля 1959, Пенза, СССР) — российский и австрийский скульптор, педагог. Автор памятника Гейдару Алиеву и многофигурной скульптурной композиции «Фонтан Нибелунгам» в городе Тульне в Австрии, посвященной «встрече Кримхильды, бургундской королевы и гуннского короля Этцеля» из одноименного эпоса «Песнь о Нибелунгах».
Михаил Ногин работает в жанре монументальной скульптуры классического реалистичного стиля. Преподавал на кафедре скульптуры Российской Академии живописи, ваяния и зодчества.

## Биография
Михаил Ногин родился 20 апреля 1959 года в небольшом городе Сердобск, Пензенской области. Его отец был военным летчиком, поэтому Михаил провел свое детство в военных городках. Семья вернулась в Москву, когда отец вышел на пенсию. Михаил учился в художественной школе в Москве и после окончания решил получить высшее художественное образование.
В 1976 году поступил в Московское высшее художественно-промышленное училище (бывшее Строгановское), учился на отделении скульптуры факультета монументально-декоративного искусства, которое окончил в 1981 году .
После окончания училища работал скульптором в Москве, выполняя заказы на возведение мемориалов героям войны, памятников и портретов выдающимся личностям. Принимал участие в советских и международных художественных выставках.
В 1989 году был приглашен в Австрию, где продолжил работу в мастерской Palais Kinsky в Вене, куда переехал вместе с семьей.
В 1991 создал собственную мастерскую в Вене, где представил экспозицию собственных работ. Создал ряд творческих произведений для частных коллекций, работал над проектами памятников для Австрии (Памятник Зигмунду Фрейду, памятнику Густаву Климту).
В 1996 участвовал в реставрации скульптур для вновь возводимого Храма Христа Спасителя в Москве (Рельеф Святой Анны).
С 1999 по 2002 год преподавал в Российской Академии живописи, ваяния и зодчества.
С 2006 года работает в своей мастерской «Atelier Michail Nogin» в Вене, Австрия. В студии представлена экспозиция собственных работ.
В 2007 получил главную премию на конкурсе правительства земли Нижняя Австрия за лучший творческий проект года.
В 2008 получил главную премию на конкурсе правительства Омской области (Россия) за лучший проект памятника Адмиралу Колчаку для города Омска.
В декабре 2012 года представил экспозицию нового фотоискусства «Нигонографика» в рамках постоянной выставки в собственной студии в Вене.

## Наиболее известные работы
- Май 2000 — памятник художнику Эгону Шиле в городе Тульне, Австрия

- Июнь 2001 — конная статуя императора Марка Аврелия в Тульне, Австрия

- Июнь 2002 — рельеф «Римские городские ворота» в Тульне, Австрия

- Май 2005 — памятник Гейдару Алиеву в соавторстве с Салаватом Щербаковым в Баку, Азербайджан[4]

- Июль 2005 — многофигурная скульптурная композиция «Монумент Нибелунгам» в Тульне, Австрия

- Июль 2006 — памятник русскому художнику Михаилу Врубелю в Омске, Россия

- Декабрь 2007 — скульптурная композиция «Европа»

- Март 2008 — фонтан «Розовая аркада» в городе Тульн, Австрия

- Апрель 2008 — памятник Адмиралу Колчаку в Омске, Россия

- Август 2010 — бронзовая композиция «Дунайская русалка» в Тульне, Австрия

- Сентябрь 2012 — бронзовая композиция «Европа» в Графенверт, Австрия

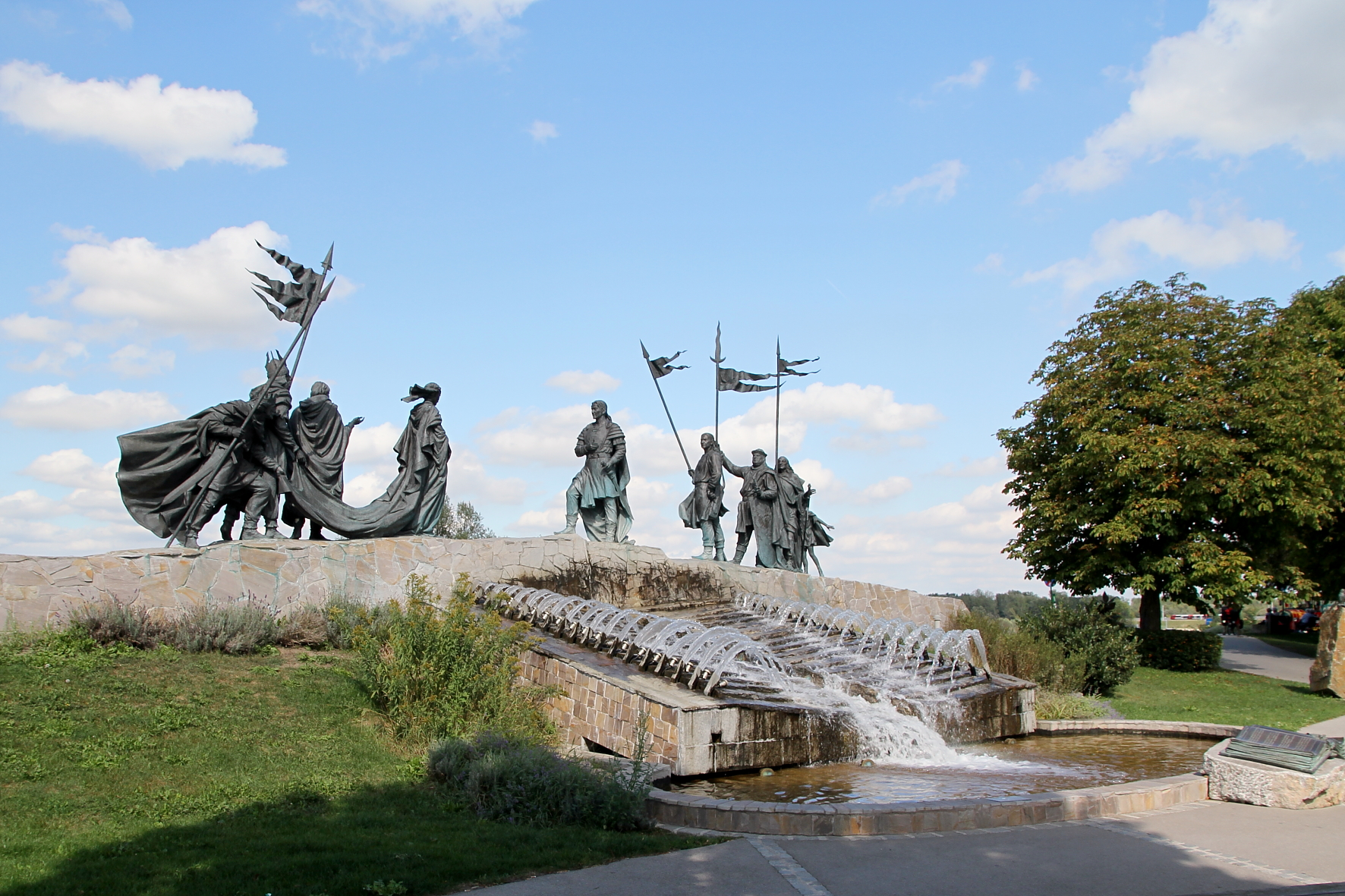
Монументальный памятник Нибелунгам в Тульне с фонтаном работы Ханса Мура
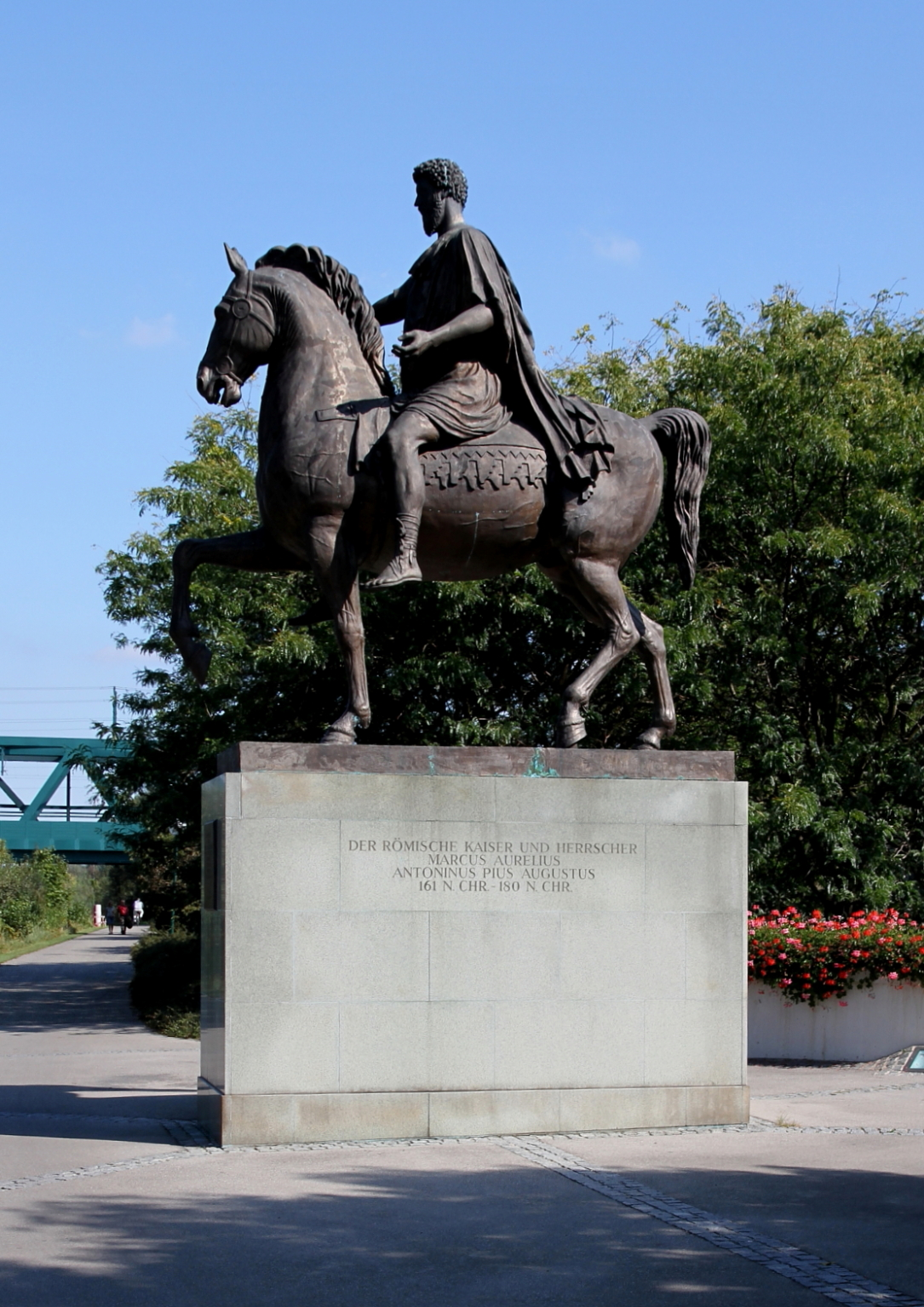
Статуя Марка Аврелия в Тульне
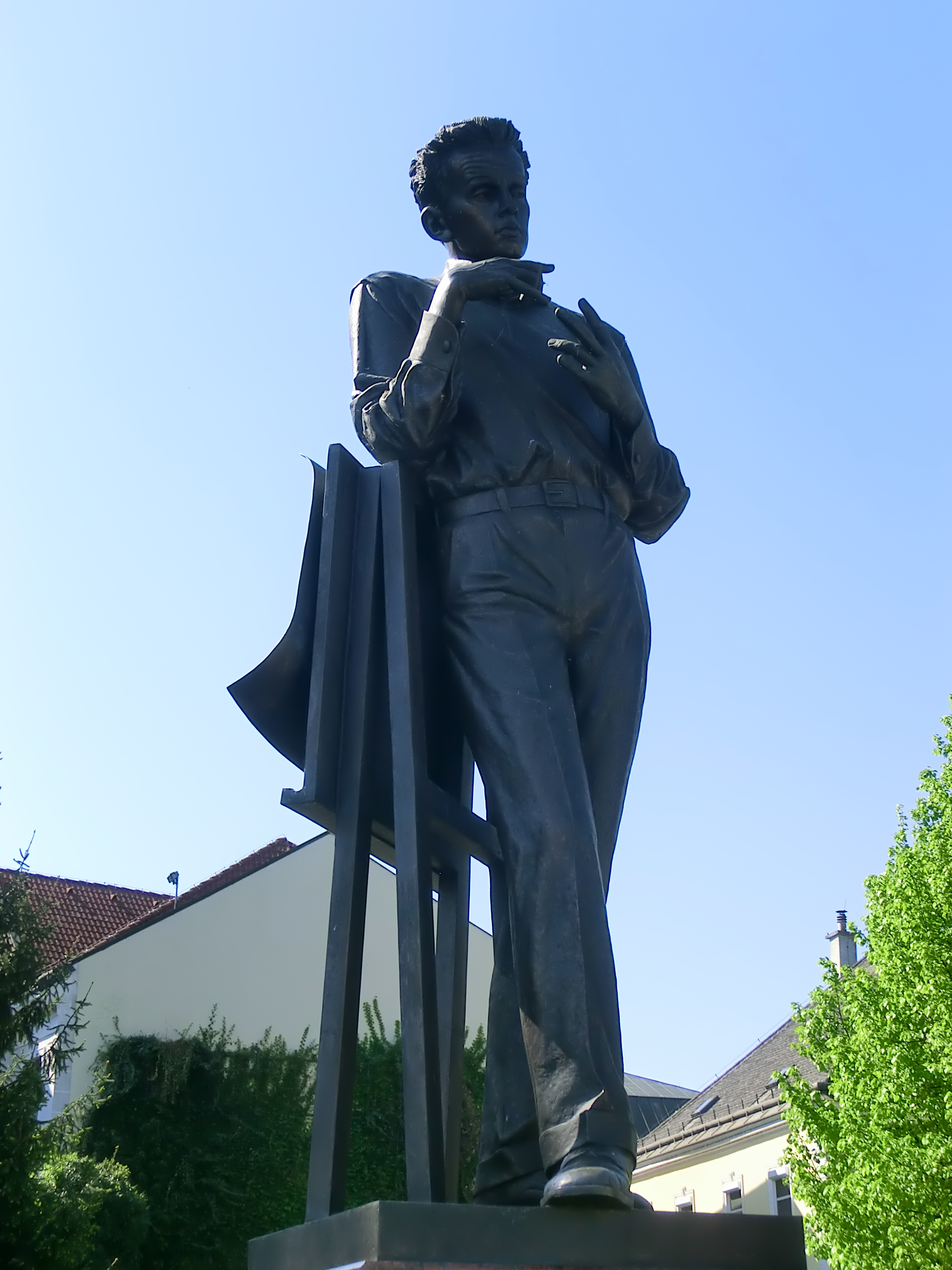
Памятник Эгону Шиле перед Музеем Шиле в Тульне